# 大勲位瑞星大綬章
大勲位瑞星大綬章（だいくんいずいせいだいじゅしょう）は、大韓帝国の勲章である。

## 概要
大勲位瑞星大綬章は、1900年4月17日に発布された大韓帝国勅令第13号の勲章条例に追加される形で、1902年8月12日に制定された。名称は国初に基づくものである。
大勲位李花大綬章を受章した大韓帝国皇帝の血族や武官、文官などのなかでも優れた功績を上げたものに対し、皇帝の特旨で授与された。

## 形状
大勲位瑞星大綬章は正章と副章の二種類で構成されている。正章は銀製で、直径約7.6センチメートルである。正章の中央部には、中に銀白色の星が3個描かれた赤色の円がある。円の周りは木の葉で囲まれており、さらに外側には銀白色の十字とスモモの花が配置されている。正章に付属している金輪にもスモモの花が配置されている。副章の基本構造は正章と大差ないが、副章には金輪は付属せず、その代わりに裏にピンがついている。また、正章と副章に共通することとして、どちらも裏に「瑞星大勲」と記されていることが挙げられる。
大勲位瑞星大綬章を佩用する際は、織地淡紫色、双線黄色の大綬を右肩側から左わき腹側にかけて着用する。その他、副章は左胸に、略綬は通常礼服時ラペルホールに佩用する。

## 受章者
| 受章年 | 受章月日 | 肖像 | 名前       | 職業等             | 国籍       |
| ------ | -------- | ---- | ---------- | ------------------ | ---------- |
| 1907年 | 1月21日  |      | 李載覚     | 韓国赤十字社総裁   | 大韓帝国   |
| 1907年 | 1月23日  |      | 田中光顕   | 宮内大臣           | 大日本帝国 |
| 1907年 | 3月12日  |      | 長谷川好道 | 朝鮮総督、陸軍大将 | 大日本帝国 |
| 1907年 | 6月29日  |      | 寺内正毅   | 陸軍大臣           | 大日本帝国 |
| 1907年 | 7月27日  |      | 林董       | 外務大臣           | 大日本帝国 |
| 1907年 | 10月30日 |      | 李載冕     | 李氏朝鮮王族       | 大韓帝国   |
| 1907年 | 10月30日 |      | 李載完     | 陸軍副将           | 大韓帝国   |
| 1908年 | 1月29日  |      | 徳大寺実則 | 内大臣兼侍従長     | 大日本帝国 |
| 1908年 | 3月20日  |      | 閔丙奭     | 政治家、子爵       | 大韓帝国   |
| 1908年 | 5月7日   |      | 尹沢栄     | 海豊府院君         | 大韓帝国   |
| 1908年 | 9月23日  |      | 李埈鎔     | 大韓帝国皇族       | 大韓帝国   |
| 1909年 | 9月6日   |      | 曾禰荒助   | 韓国統監           | 大日本帝国 |
| 1910年 | 4月2日   |      | 岩倉具定   | 宮内大臣           | 大日本帝国 |